# Guru Guru

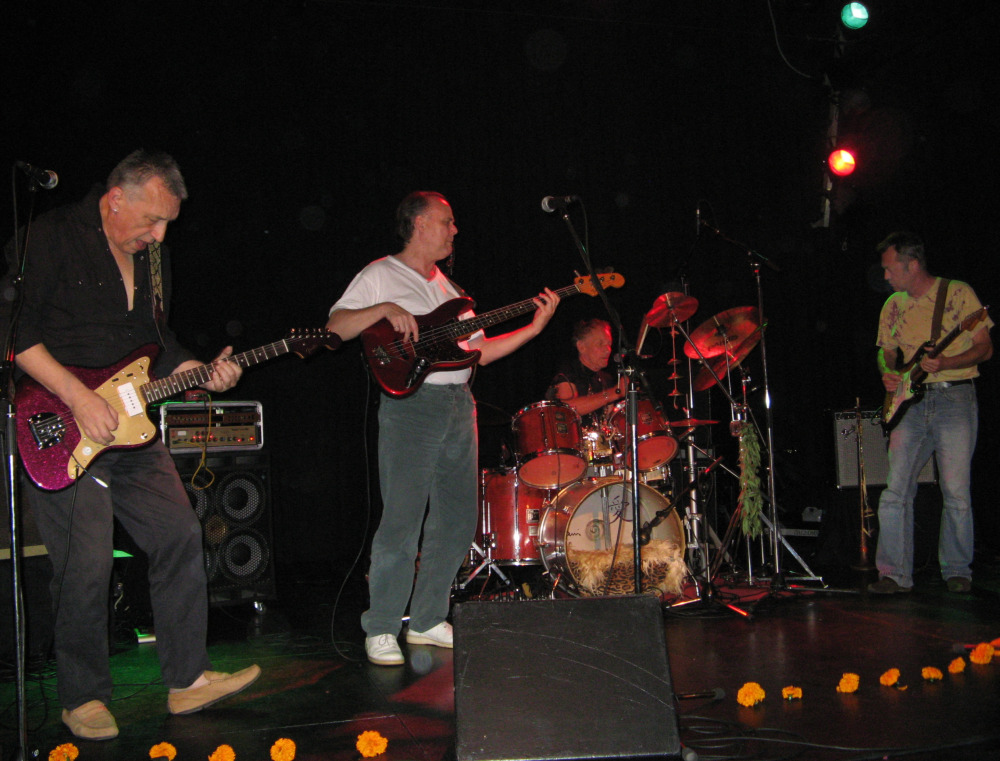
Guru Guru live (2007)

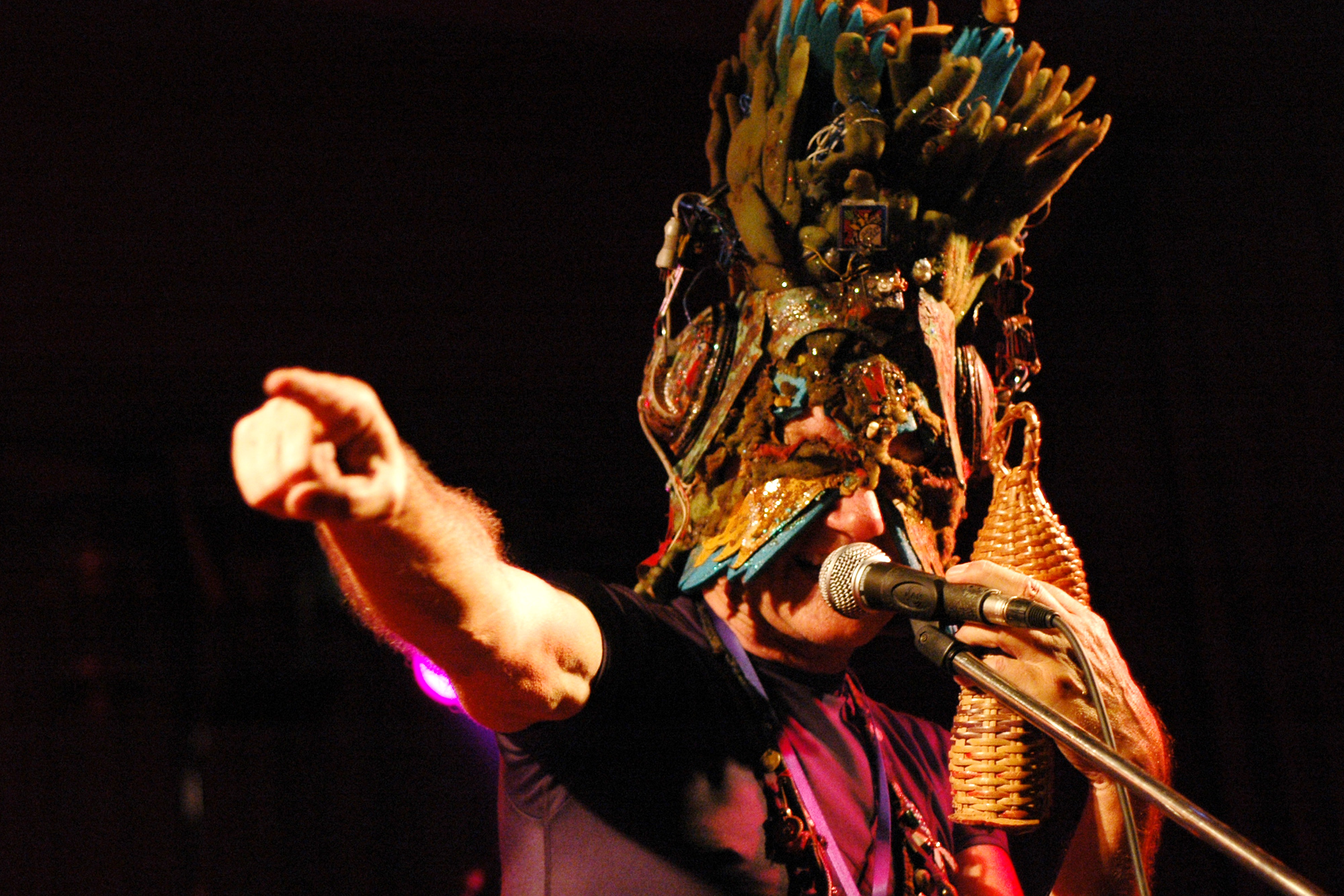
Mani Neumeier (2006)

Guru Guru ist eine deutsche Krautrockband. Sie gilt als bedeutender Vertreter des Genres in den 1970er Jahren.

## Bandgeschichte
Die Band wurde 1968 als The Guru Guru Groove von dem Schlagzeuger Mani Neumeier, dem Bassisten Uli Trepte und dem Gitarristen Eddy Naegeli (im Dezember 1968 durch Herbert Sax und ab März 1969 durch Jim Kennedy ersetzt) gegründet. Auf den ersten fünf Studioalben spielte Ax Genrich Gitarre. Schlagzeuger und Bassist kamen aus dem Free-Jazz-Umfeld. Neumeier hatte bereits seit 1963 gemeinsam mit Trepte im Trio von Irène Schweizer gearbeitet. 1968 spielte die Band elektrisch verstärkte, „spacig“ experimentelle (Rock-)Musik. Zu ihren Einflüssen gehörten damals Jimi Hendrix, Frank Zappa, The Who, The Rolling Stones und Pink Floyd.
Von 1968 bis 2014 gaben Guru Guru ca. 3.300 Konzerte in Europa, aber auch in Japan, USA oder Indien (Stand 12/2014) und wurden in Hunderten von Radiosendungen vorgestellt.

## Umfeld
Guru Guru bezeichneten sich selbst nie als Krautrock-Band, obwohl sie zu dessen Protagonisten gerechnet werden. In ihrem Selbstverständnis zählen sie sich von jeher zum musikalischen Underground. Amon Düül, Can und Xhol Caravan gehörten zu ihren Freunden, mit denen sie Sessions machten. Auf Guru-Guru-LPs sind darüber hinaus Musiker von Kraan, Karthago und Cluster zu hören.
In den späten 1960ern und frühen 1970ern waren ihre Auftritte stark politisch geprägt. Sie veranstalteten Konzerte zusammen mit dem Sozialistischen Deutschen Studentenbund, verlasen zwischen ihren Musikstücken politische Texte und spielten auch gelegentlich in Gefängnissen. Guru Guru zählten sich politisch zu den Unabhängigen. Ihre Liveshows galten (und gelten) als extravagant und anarchisch, die Besetzung der Band wechselte häufig, man lebte zeitweise kommunenartig in den Dörfern Langenthal und Finkenbach im Odenwald zusammen und experimentierte mit halluzinogenen Drogen (eines ihrer Stücke heißt bezeichnenderweise Der LSD-Marsch).
1977 wurde von Guru Guru und der Finkenbacher Feuerwehr das Finkenbach-Festival in Finkenbach (Oberzent) aus der Taufe gehoben, das jährlich fortgeführt wird. Zudem wurde dort im Jahr 2018 das 50-jährige Bandjubiläum gefeiert.
Im gleichen Jahr (1977) wurde der Fernsehfilm Notwehr auf ZDF ausgestrahlt. Die 1976er Besetzung von Guru Guru übernahm die Rolle der Gruppe Rattenfänger, die sich in einem Dorf niederlässt, dort aber von den Einheimischen als Gammler abgelehnt wird. Von der Gage kaufte sich die Band später eine PA-Anlage, mit deren Hilfe sie ihre weiteren LPs produzierte. Hartmut Griesmayrs Film beruht auf einer wahren Geschichte: Mitte der 70er Jahre wurde in einem deutschen Dorf ein Roma erschossen; der Schütze wurde aufgrund seiner Behauptung, in Notwehr gehandelt zu haben, freigesprochen.

## Musiker
Die Zusammensetzung der Band veränderte sich im Laufe ihres Bestehens unzählige Male, was durch die zentrale Rolle von Mani Neumeier bedingt ist, der einst sinngemäß in einem Interview gesagt hatte, dass er nicht Schlagzeug spiele, sondern Orchester.
In den frühen 1970er Jahren gehörte der Gitarrist Ax Genrich länger zur Stammbesetzung, Mitte der 70er stiegen der Gitarrist und Saxophonist Roland Schaeffer (Brainstorm), Yogi Karpenkiel (Kollektiv) und „Sepp“ Josef Jandrisits (Mashuun) ein.
Ende der 70er gehörten u. a. Dieter Bornschlegel (vormals Atlantis, nun Dein Schatten), Peter Kühmstedt, Ingo Bischof und Hellmut Hattler von Kraan zur Gruppe. Außerdem wichtig waren Butze Fischer († 2002; von Embryo) und Bruno Schaab (Night Sun).
In den 1980er Jahren wirkten unter anderem Hans Reffert (Flute and Voice, Zauberfinger), Lise Kraus, Peter Wolbrandt (Kraan), Uli Züfle, Chowmeier und Razem Rübel (Ravibeat) mit.
Kurzzeitig waren Mitte der 80er auch Uli Krug und Erwin Ditzner Mitglieder der Band. Sie waren später Gründungsmitglieder der Mardi Gras.bb.
Luigi Archetti war in den 1990er Jahren an der Gitarre zu erleben. Ab 2005 war Hans Reffert wieder mit dabei. Auf der Herbsttour 2008 wurde er von Jan Lindqvist vertreten.
Auf dem Album PSY (40 Jahre Guru Guru) vom Februar 2008 ist als Gastmusiker (neben Hellmut Hattler, Dieter Moebius, Luigi Archetti und anderen) auch Jan Fride(-Wolbrandt) bei Guru Guru dabei.
Neben den oben genannten spielten diverse andere Musiker aus den unterschiedlichsten Musikgenres mit der Gruppe, manchmal nur für kurze Zeit, ein oder zwei Konzerte oder eine Schallplatten- bzw. CD-Aufnahme.
Am 22. Februar 2016 verstarb der langjährige Gitarrist Hans Reffert im Alter von 69 Jahren. Für ihn kam im Frühjahr 2016 Jan Lindqvist in die Band und tourte bis 2020 mit Guru Guru durch Deutschland. Seit 2020 ist Keyboarder Zeus B. Held (Birth Control) Mitglied von Guru Guru.

## Öffentlichkeit
Guru Guru veröffentlichten bisher über vierzig Tonträger, die insgesamt mehr als fünfhunderttausend Mal verkauft wurden. Sie traten in Filmen und über einhundert Mal in Radio und Fernsehen auf (u. a. im Beat-Club). 1976 war Guru Guru die erste deutsche Band im WDR-Rockpalast. Im Jahr 2001 erschien eine Underground-Biographie mit dem Titel 33 Jahre High Times mit Guru Guru bei der Free Underground Press, Kuala Lumpur.

## Diskografie
- UFO – LP: 1970 Ohr / CD: 1989 Ohr und 1999 ZYX Ohr/Pilz
- Hinten – LP: 1971 Ohr / CD: 1989 Ohr und 1999 ZYX Ohr/Pilz
- Känguru – LP: 1972 Brain / CD: 1992 Brain
- Guru Guru – LP: 1973 Brain / CD: 1990 Polydor (Japan) und 1997 Repertoire
- Samantha's Rabbit/Woman Drum – Single, 1973 Brain
- Don't Call Us, We Call You – LP: 1973 Atlantic Records / 2 CD: 2006 Revisited
- More Hot Juice/20th Century Rock – Single, 1973 Atlantic
- This Is Guru Guru – LP, 1973 2001 brain (Best of...)
- Dance of the Flames – LP: 1974 Atlantic / CD: 1995 Germanofon (bootleg) und 2006 Revisited
- Der Elektrolurch – 2 LP: 1974 Brain / CD: 1996 Spalax
- Mani und seine Freunde – LP: 1975 Atlantic / CD: 1995 Germanofon (bootleg) und 2005 Revisited
- Tango Fango – LP: 1976 Brain / MC: 1976 Brain / CD: 1997 ThinkProgressiv und Captain Trip
- Rattenfänger/Banana Flip – Single, 1976 Metronome
- Globetrotter – LP: 1977 Brain / MC: 1977 Brain
- Live – 2 LP: 1978 Brain / CD: 1995 ThinkProgressiv und 1997 Captain Trip
- Hey du – LP: 1979 Brain / CD: 2006 Revisited (als Guru Guru Sun Band)
- Starway/Hey du – Single: 1979 Brain / Maxi: 1979 Brain (als Guru Guru Sun Band)
- Giri Fushi – Single, 1979 Brain (...als Guru Guru Sun Band)
- Story of life – LP, 1979 Brain (Best of...)
- Mani in Germani – LP: 1981 GeeBeeDee / CD: 2003 Fünfundvierzig
- Guru Mani Neumeiers neue Abenteuer – LP, 1983 Biber
- Hot on spot/Inbetween (Guru Guru/Uli Trepte) – LP: 1986 United Dairies / CD: 1995 ATM
- Jungle – LP, 1987 Casino
- Cosmic Hole/Unglück bei Tiffany – Single (white), 1986 Face
- Guru Guru 88 – LP, 1988 Casino
- Live 72 – LP: 1988 / CD: 1988 TTE
- Shake Well – LP: 1993 / MC: 1992 / CD: 1993 ZYX
- Wah Wah – LP: 1995 / CD: 1995 ThinkProgressiv
- Mask – CD, 1996 ThinkProgressiv (Best of...)
- Space Ship (The best of Part 1) – CD, 1996 Cleopatra
- The best of Part 2 – CD, 1997 Cleopatra
- Moshi Moshi – LP: 1997 / CD: 1997 ThinkProgressiv und Captain Trip
- 30 Jahre Live (mit Finkenbach ’98, Supersession und Frankfurt a. M. ’71) – 2 LP: 1999 Fünfundvierzig / 3 CD: 1999 Captain Trip
- The very best of Guru Guru – 2 CD, 1999 Purple Pyramid und 2003 Australia
- 2000 Gurus – CD, 2000 Fünfundvierzig
- Essen 1970 – LP: 2003 Amber / CD: 2002 Garden of Delights
- In the Guru Lounge – CD, 2005 Revisited
- Wiesbaden 1972 – CD, 2007 Garden of Delights
- PSY – CD, 2008 Trance
- Live on tour 2008 – CD, 2009 Trance
- Wiesbaden 1973 – CD, 2009 Garden of Delights
- Doublebind – CD, 2011 In-Akustik
- Electric Cats – CD, 2013 In-Akustik
- 45 Years Live – Doppel-CD, 2014 In-Akustik
- GURU GURU – Live In Concert - Blu-ray / DVD, 2015, Edition Red[3]
- The Birth of Krautrock – CD, 2016 Cleopatra
- Rotate! – CD, 2018 In-Akustik
- Live in China – CD/DVD, 2020, Edition Red[4][5]
- The Incredible Universe Of Guru Guru – CD, 2023 Repertoire/Tonpool